# Honda Toshiaki
Honda Toshiaki 本多 利明 (1743-1821) est un mathématicien, économiste et savant japonais.

## Biographie
Né dans la province d’Echigo (recoupant l’actuel département de Niigata), il monte à l’âge de dix-huit ans à Edo où il apprend l’astronomie et le calcul. Après avoir parcouru le pays, il ouvre une école privée à Edo.

## Œuvre
Conscient de l’avance scientifique et technique européenne, il est l’un des premiers à développer une vision véritablement nationale du gouvernement japonais. Dans ses différents traités et rapports, il s’exprime en faveur de la conquête de territoires outre-mer, la colonisation d’Ezo (Hokkaidō), l’ouverture contrôlée du commerce international ou encore le développement du mercantilisme. Il envisage aussi l’abandon des caractères chinois au profit de l’alphabet latin.